# Krînivka, Novomîkolaiivka
Krînivka (în ucraineană Кринівка) este un sat în comuna Terseanka din raionul Novomîkolaiivka, regiunea Zaporijjea, Ucraina.

## Demografie
Componența lingvistică a localității Krînivka
     Ucraineană (88,72%)
     Rusă (11,28%)
Conform recensământului din 2001, majoritatea populației localității Krînivka era vorbitoare de ucraineană (88,72%), existând în minoritate și vorbitori de rusă (11,28%).